# Mária Berzsenyi
Mária Berzsenyi (Sármellék, 31 de outubro de 1946) é uma ex-handebolista húngara, medalhista olímpica.
Mária Berzsenyi fez parte do elenco medalha de bronze, em Montreal 1976.